# Huai He
El Huai (en xinès:淮|河 Huái Hé) és un dels rius principals de la Xina. És a mig camí del riu Groc i el riu Iang-Tsé, els dos rius més llargs de la Xina i com ells flueix d'oest a est. El riu Huai és molt vulnerable respecte les inundacions.
La línia entre el riu Huai i les muntanyes Qinling generalment es considera que divideix geogràficament la Xina del nord respecta la Xina del sud. Coincideix aquesta línia amb la isotermes del mes de gener de la temperatura mitjana de 0 °C i la isohieta dels 800 litres de pluviometria anual.
El Huai té una llargada de 1.078 quilòmetres i una conca de drenatge de 174.000 km².